# Etnografie

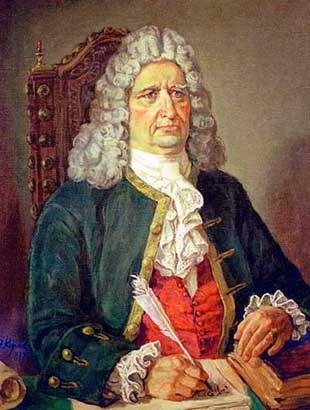
Rusko-německý historik Gerhard Friedrich Müller, zakladatel moderní etnografie a účastník Velké severní expedice

Etnografie, z řeckého grafó „píši“ a ethnos „etnikum, lid, národ“, také národopis, je pojem z oblasti společenských a kulturních věd, který může být chápán jako samostatná věda zabývající se etniky, subdisciplína antropologie, obdoba folkloristiky, sběratelství spjaté s lidovou kulturou nebo jako zvláštní vědecká metoda. Má úzký vztah k etnologii, od které je někdy odlišována a jindy naopak splývají.
V původní pojetí středoevropských osvícenců 19. století byla etnografie popisem národů či etnik, zatímco etnologie obecnou, komparativní, vědou o národech či etnikách. Později ale začala být chápána jako studium lidové kultury, obdoba folkloristiky, s nejasným vztahem k etnologii. V některých zemích jako Francie, Španělsko nebo Portugalsko se pro vědy o národech prosadil název etnologie, a etnografie znamená především jako sběratelství a péči o kulturní dědictví. V anglicky mluvících zemích se prosadil pojem antropologie.
V závislosti na kontextu tak může pojem etnografie znamenat například následující:
- sběratelství spjaté s muzejnictvím,  a vytváření kulturního dědictví, včetně produkce literatury spjaté s těmito aktivitami
- sběr dat v terénu, jejich třídění a základní vyhodnocení, především při výzkumu malých a uzavřených společenství
- v sociální a kulturní antropologii základní badatelská činnost, na kterou navazuje zobecněná a teoretická práce zvaná etnologie
- zpracování a zveřejňování výsledků výzkumů zdůrazňující specifika daného společenství
- v archeologii sběr recentních dat, která jsou srovnávána se staršími v rámci etnoarcheologie
- v psychologických vědách výzkum malého, uzavřeného společenství

## Vývoj pojmu
Pojem etnografie vychází ze starořeckého ἔθνος ethnos „lid, národ“ a γράφω grafó „píši“, podobně jako pojem etnologie z ethnos a logos „slovo, rozum, (přeneseně) věda)“. Obě slova se poprvé objevila ve středoevropském osvícenském prostředí, první v letech 1767 až 1775 a druhý v letech 1771 až 1783, tedy zhruba ve stejné době jako podobné výrazy Völker- Beschreibung „popis národů“ (1740) a  Völkerkunde „věda o národech“ (1771– 81). Impulsem pro vznik těchto nových věd bylo dílo Gerharda Friedricha Müllera, účastníka Velké severní expedice, které se pokoušelo zachytit zkoumaná etnika v jejich celistvosti. Následně se v akademickém prostředí Göttingenu a Vídně objevily pojmy etnografie, etnologie a Völkerkunde, později k nim přibyl pojem Volkskunde. Etnografie byla v tomto pojetí popisem národů a etnologie obecnou, komparativní, vědou o národech.

V Německu 19. století pojem Völkerkunde získal význam vědy o všech, ale především neevropských národech, zatímco Volkskunde vycházela z romantického nacionalismu a zaměřoval se zpravidla na badatelův vlastní Volk „národ“ a jeho lidovou kulturu. Ke změně situace došlo po 2. světové válce, kdy byl pojem Volk z velké části diskreditován a navíc lidová kultura v živé podobě byla už z velké části zaniklá. Volkskunde se z těchto důvodů zaměřila spíše na dějiny každodennosti a dochází k jejímu postupnému nahrazení pojmy jako evropská etnologie.

### Česko
V českém prostředí se pojem etnografie objevil v 70. letech 19. století, ale příliš se neuchytil. Nejčastěji byl chápán jako synonymní pojmu národopis. V 17. svazku Ottova slovníku naučného z roku 1901 je etnografie, chápána jako synonym pojmu národopis, definována jako „nauka, jejímž předmětem jest národ a veškerá jeho bytnost“, jejíž součástí je národověda (etnologie) a národozpyt (etnognozie). Antropologie byla chápána jako věda zabývající se člověkem jako živočišným druhem, jako „přírodopis člověka“. Obecně se však pojmy etnografie, etnologie, národozpyt, lidopis, folkloristika a kulturní historie na konci 19. století často používaly jako zaměnitelné.
V první polovině 20. století se pojem etnografie začal užívat většinou pro výzkum lidové kultury, především té vlastního etnika, jako historického jevu. Byla tak chápána jako disciplína historická,  a do 30. let v ní dominoval kulturně historický přístup spojený s Čeňkem Zíbrtem a časopisem Český lid, ale obor se dá považovat za blízký také „malé historii“ nebo dějinám každodennosti. Ve středu jejího zájmu stála především kultura hmotná (umění, kroje, stavitelství) a duchovní (zvyky), jen minimálního zájmu se dostávalo sociální oblasti. Charakter disciplíny byl především popisný a jen málo důrazu se kladlo na zobecnění, metodologii nebo formulaci vlastních filozofických východisek.
Po roce 1948 se tyto tendence v etnografii, nyní chápané jako protiklad „buržoazní“ etnologie, dále prohloubily a disciplína převzala marxistické východisko historického materialismu. Zároveň se záběr rozšířil například i na městské obyvatelstvo, české menšiny v zahraničí nebo novoosídlenectví pohraničí. Etnografie se také podílela na vytváření obrazu „socialistického obrazu života“ prostřednictvím folklorismu, především festivalů lidových písní a tanců. Etnografie v komunistickém Československu ve velké míře vycházela ze sovětských vzorů, podobně tomu bylo v dalších evropských státech východního bloku, a všech těchto případech se začala potýkat s metodologickými problémy, především s čím dál větší nejasností klíčového pojmu lid. Důsledkem bylo přiblížení etnografie etnologii, antropologii a sociologii a jejich metodám, ale tento vývoj byl přerušen normalizací.
Od sametové revoluce se v Česku od chápání etnografie jako zvláštního vědního oboru upouští, na její místo nastupuje etnologie a sociální a kulturní antropologie. Pojem etnografie je tak používán hlavně sběratelskou činnost, techniky třídění materiálu a terénní výzkumy v oblasti materiální a duchovní kultury.

## České etnografické časopisy
- Český lid (1891–1931) Dostupné online
- Národopisné aktuality (1964–1990) Dostupné online
- Národopisná revue (1990–2017) Dostupné online
- Národopisný sborník českoslovanský (1897–1905) Dostupné online
- Národopisný věstník českoslovanský (1906–1956) Dostupné online
- Věstník národopisné společnosti československé (1959–1968) Dostupné online
- Národopisný věstník československý (1966–1992) Dostupné online
- Národopisný věstník (1992–) Dostupné online